# Miroslav Mamula (generál)
Miroslav Mamula (27. června 1921 – 9. července 1995) byl český a československý politik Komunistické strany Československa a generál Československé lidové armády, spojenec prezidenta Antonína Novotného.

## Biografie
XII. sjezd KSČ v roce 1962 ho zvolil za kandidáta Ústředního výboru Komunistické strany Československa. Pocházel z Prahy.
V 60. letech 20. století patřil do skupiny politických spojenců prezidenta Antonína Novotného. Koncem roku 1967 působil na postu vedoucího 8. oddělení ÚV KSČ (oddělení státní administrativy) a podílel se na plánování represí proti studentským demonstracím v Praze.
Poté, co na přelomu let 1967 a 1968 Novotný ztratil post prvního tajemníka ÚV KSČ, začalo vyšetřování ekonomických deliktů spojených se skupinou Novotného blízkých v Československé lidové armádě. V lednu 1968 byl Mamula odvolán z funkce vedoucího oddělení ÚV KSČ, nahradil ho Václav Prchlík. V únoru 1968 byl Mamula zatčen. Na základě jeho výpovědi pak byl vydán zatykač na jeho podřízeného, generála Jana Šejnu, který ovšem narychlo emigroval. Následná aféra vedla k odstoupení Novotného i z funkce prezidenta republiky a urychlila tempo politických změn během pražského jara.
Jedna z dobových teorií uváděla, že Novotný, Šejna a Mamula plánovali v lednu 1968 vojenský převrat, který měl obnovit ztracené pozice Novotného ve vedení strany. Poté, co byl plán vyzrazen, nový první tajemník ÚV KSČ Alexander Dubček jednoho konspirátora po druhém zbavil moci.
Během pražského jara Mamula ztratil své funkce. Rehabilitace se dočkal po invazi vojsk Varšavské smlouvy do Československa. Dne 13. března 1969 Ústřední kontrolní a revizní komise KSČ projednala rehabilitaci Miroslava Mamuly.